# Renesas Electronics
Renesas Electronics Corporation ( (яп. ルネサス エレクトロニクス株式会社 Runesasu Erekutoronikusu Kabushiki Gaisha) TYO: 6723 — японский производитель полупроводниковых компонентов. 
Основана в апреле 2010 года, после объединения компаний NEC и Renesas Technology Corporation.
Штаб-квартира находится в Токио, компания имеет представительства и производственные мощности более чем в 20 странах..
Renesas является одним из крупнейших производителей микросхем для мобильных телефонов и автомобильной электроники (обеспечивает микросхемами около 20 % мирового автопрома; второе место после NXP Semiconductors). 
Является самым крупным в мире по объёму продаж производителем микроконтроллеров и вторым в мире по производству специализированных процессоров. 
Renesas также известен как производитель контроллеров (драйверов) для ЖК-индикаторов, микросхем для ВЧ-электроники, аналогово-цифровых микросхем, а также систем на кристалле.

## История
Renesas Electronics начала операционную деятельность в апреле 2010 года, после объединения компаний NEC Electronics Corporation и Renesas Technology Corporation (сама NEC Electronics была основана в ноябре 2002 года, отделившись от головной компании NEC в качестве полупроводникового подразделения; Renesas Technology была основана 1 апреля 2003 года как совместное предприятие Hitachi, Ltd. (55 %) и Mitsubishi Electric (45 %)).
В апреле 2009 года Renesas Technology и NEC Electronics достигли базового соглашения об объединении компаний в апреле 2010.
1 апреля 2010 года компании NEC Electronics и Renesas Technology объединились, образовав новую компанию Renesas Electronics, четвертую по величине компания-производитель полупроводников, согласно опубликованным данным аналитической компании iSuppli.
В августе 2016 года компания Renesas Electronics купила американского производителя чипов Intersil Corp. за 300 млрд иен ($2,99 млрд).
В феврале 2021 года Renesas договорилась о покупке компании Dialog Semiconductor (англ.) за $5,9 млрд.
Пожар 19 марта 2021 года на заводе Renesas в префектуре Ибараки, к северу от Токио, привел к тому, что пострадало 17—23 станка (сгоревшие станки представляют из себя довольно сложное и уникальное оборудование). Это ударило в первую очередь по местным японским автомобильным заводам (Toyota и Nissan подтвердили планы по сокращению производства), но затронет и европейские концерны BMW, Volkswagen и Daimler. Ситуация осложнена общемировым дефицитом сырья для получения полупроводников, разразившимся в конце 2020 года из-за пандемии (из-за низкого спроса на этот товар ввиду пандемии и глобального сокращения потребления, добывающие компании резко снизили добычу сырья для производства полупроводников. см. Дефицит микросхем (2020—2022)).

Также, в середине декабря 2022 г. Renesas Electronics Corp приостановил работу на производстве в Пекине из-за вспышки КОВИД-19 в стране, завод останется закрытым в течение «нескольких дней»

## Продукты
Продуктовая линейка включает в себя следующие полупроводниковые компоненты:
- Интегральные микросхемы большой степени интеграции (БИС)
  - Микроконтроллеры/микропроцессоры (включая кристаллы для смарт-карт)
  - Специализированные микросхемы ASIC
  - Микросхемы стандартной логики
  - Аналоговые микросхемы
- Дискретные компоненты (диоды, транзисторы MOSFET, тиристоры)
- Микросхемы памяти (Flash, SRAM)

Компания производит некоторые микросхемы собственными силами (на мощностях Renesas возможен выпуск только по нормам 40 нм и более), в случае более передовых изделий она полагается на зарубежных производителей, таких как TSMC. 
Несмотря на то, что японское правительство пытается возродить местное производство полупроводниковой продукции, компания заявила, что планирует продолжать заказывать выпуск своих изделий у контрактных производителей.

### Номенклатура микроконтроллеров
Микроконтроллеры M16C
M16C — 16-разрядный микроконтроллер, изначально разработанный и производившийся Mitsubishi Semiconductor. В настоящее время существует большая номенклатура этих микроконтроллеров с различным объёмом флеш-памяти.
Микроконтроллеры R8C
R8C — 8-разрядный микроконтроллер с 16-разрядным АЛУ. Был разработан как бюджетная версия M16C. Поддерживает архитектуру и CISC систему команд  16-разрядного M16C, но имеет уменьшенную производительность из-за уменьшенной разрядности шины данных с 16 до 8-бит. Имеется большое многообразие различных версий с объёмом памяти до 128 Кбайт типа Flash или SRAM.
Все микроконтроллеры R8C имеют встроенный генератор (Ring oscillator) и может работать без внешнего резонатора. Типичным интерфейсом является UART, но устройства R8C/22 и R8C/23 также имеют поддержку CAN. Некоторые устройства содержат встроенную флэш-память, которая призвана заменить серийную EEPROM, хотя она и обеспечивает меньшее количество циклов перезаписи, чем настоящая серийная EEPROM. Устройства R8C также поддерживают отладку прямо на микросхеме (In-circuit emulation).
Микроконтроллеры R32C
R32C — 32-разрядный микроконтроллер, изначально разработанный Renesas как 32-разрядная версия M16C. Доступен в различных модификациях с объёмом памяти до 1 Мбайт Flash и до 48 Кбайт RAM.
Микроконтроллеры H8
H8 — это название большого семейства 8-разрядных и 16-разрядных микроконтроллеров, изначально разработанных Hitachi Semiconductor в начале 1990-х годов.
Микроконтроллеры RX
Семейство 32-разрядных CISC-микроконтроллеров RX' было впервые представлено в 2009 году и позиционируется как преемник семейств M16C и R32C.
Микроконтроллеры SuperH
SuperH — 32-разрядный RISC-микроконтроллер, разработанный в начале 1990-х годов компанией Hitachi Semiconductor.
Микроконтроллеры V850
V850 — 32-разрядные микроконтроллеры с RISC-ядром, изначально разработанные корпорацией NEC, V850 имеет несколько модификацией (V850ES, V850E и V850E2), которые работают с μClinux. Исторически микроконтроллеры на ядре V850 очень широко применяются в автомобильной электронике, благодаря очень высокой стабильности и надежности ядра. В настоящее время имеется очень широкая номенклатура микроконтроллеров на ядре V850ES с объёмом флеш-памяти от 16 Кбайт до 4 Мбайт и ОЗУ от 8 Кбайт до 256 Кбайт.
Микроконтроллеры 78K0
78K0 8-разрядные микроконтроллеры с 8-разрядным CISC-ядром, изначально разработанные корпорацией NEC. 78K0 также имеет упрощенную модификацию 78K0S. Микроконтроллеры на основе ядра 78K0 очень популярны как в промышленной, так и в автомобильной электронике благодаря высокой стабильности и надежности. Продуктовая линейка включает модели с объёмом флеш-памяти от 4 до 128 Кбайт.
Микроконтроллеры 78K0R
78K0R — 16-разрядное CISC-ядро, разработанное корпорацией NEC Electronics в начале 2000-х годов. За его основу было взято хорошо зарекомендовавшее себя в автомобильной электронике 8-разрядное ядро 78K0. В отличие от ядра 78K0, новое ядро 78K0R имеет 3-стадийный конвейер, значительно повысивший производительность ядра. Также из системы команд убраны редко используемые и наименее эффективные команды и добавлено несколько новых. Несмотря на короткую историю, микроконтроллеры 78K0R очень хорошо зарекомендовали себя благодаря высокой надежности, энергоэффективности и производительности. Продуктовая линейка включает модели с объёмом флеш-памяти от 16 до 512 Кбайт.
Микроконтроллеры RL78
RL78 — самое молодое и первое семейство, разработанное в 2010 году после объединения NEC Electronics и Renesas Technology. При разработке семейства были использованы лучшие технологии, которыми владели до объединения обе компании. В настоящее время анонсированы два семейства микроконтроллеров общего применения G12 и G13 с объёмом флеш-памяти от 16 до 512 Кбайт. Серийное производство намечено на начало 2012 года.

## Собственники
Ниже представлена информация о мажоритарных акционерах и их долях в Renesas.
| NEC Corporation (TYO: 6701)                 | 33,97 % |
| Hitachi, Ltd. (TYO: 6501)                   | 30,62 % |
| Mitsubishi Electric Corporation (TYO: 6503) | 25,05 % |

## Официальные представители в Европе
Официально Renesas Electronics имеет представительство в Европе (Германия).